# جواكيم سانتانا سيلفا
خواكيم سانتانا سيلفا (بالبرتغالية: Joaquim Santana‏) مواليد 22 مارس 1936 - الوفاة 24 أبريل 1989، كان لاعب كرة قدم برتغالي كان يلعب كلاعب وسط.

## مرحلة الشباب

### أندية لعب لها
- نادي بنفيكا

## المسيرة الاحترافية

### أندية لعب لها
- نادي بنفيكا

## روابط خارجية
- خواكيم سانتانا سيلفا على موقع الاتحاد الأوربي (الإنجليزية)
- خواكيم سانتانا سيلفا على موقع الاتحاد الأوربي (الإنجليزية)
- خواكيم سانتانا سيلفا على موقع قاعدة بيانات كرة القدم.إي يو (الإنجليزية)
- خواكيم سانتانا سيلفا على موقع ناشيونال فوتبول تيمز (الإنجليزية)
- خواكيم سانتانا سيلفا على موقع عالم كرة القدم.نت (الإنجليزية)